# Luhove, Brodî
Luhove (în ucraineană Лугове) este un sat în comuna Zabolotți din raionul Brodî, regiunea Liov, Ucraina.

## Demografie
Componența lingvistică a localității Luhove
     Ucraineană (98,86%)
     Alte limbi (1,14%)
Conform recensământului din 2001, majoritatea populației localității Luhove era vorbitoare de ucraineană (98,86%), existând în minoritate și vorbitori de alte limbi.